# (97) Klotho
(97) Klotho – planetoida z pasa głównego planetoid okrążająca Słońce w ciągu 4 lat i 131 dni w średniej odległości 2,67 au. Została odkryta 17 lutego 1868 w Marsylii roku przez Wilhelma Templa. Nazwa planetoidy pochodzi od imienia Kloto, jednej z trzech Mojr w mitologii greckiej.